# Жан Оризе
Жан Оризѐ (на френски: Jean Orizet) е френски поет и писател.
Роден е на 5 март 1937 година в Марсилия в семейството на агроном. Учи в Института за политически изследвания в Париж, през 1962 година публикува първата си стихосбирка. През следващите години се утвърждава като поет и есеист, става един от основателите на списанието „Поези 1“ и издателството „Шерш миди“.